# Lista de autores portugueses que entram em domínio público em 2019
Quando o direito autoral de uma obra expira, ela entra em domínio público.
Em Portugal, uma obra entra em domínio público 70 anos após a morte do autor.
Segue-se uma lista de autores Portugueses cujas obras entram em domínio público em 2019.
| Nome                                      | Data de Nascimento | Data de Morte |
| ----------------------------------------- | ------------------ | ------------- |
| Afonso Augusto Bourbon e Menezes          | 1890               | 1948          |
| Alberto de Aguiar                         | 1867               | 1948          |
| Alberto Pinto Gouveia                     | 1878               | 1948          |
| Albino Pacheco                            | 1872               | 1948          |
| Alexandre Bolotinha                       | 1892               | 1948          |
| Alexandre Malheiro                        | 1870               | 1948          |
| Alfredo da Silva Cunha                    | 1863               | 1948          |
| Alice Lawrence Oram                       | 1862               | 1948          |
| Álvaro Neves                              | 1883               | 1948          |
| Amâncio Sampaio de Andrade                | 1873               | 1948          |
| Aníbal de Bettencourt Bicudo e Castro     | 1874               | 1948          |
| António Maria Pereira Ribeiro             | 1860               | 1948          |
| Armando da Cunha Narciso                  | 1890               | 1948          |
| Artur Tavares de Melo                     | 1865               | 1948          |
| Bento de Jesus Caraça                     | 1901               | 1948          |
| Bernardo Ferreira                         | 1878               | 1948          |
| Bernardo Silva                            | 1867               | 1948          |
| Bourbon e Meneses                         | 1890               | 1948          |
| Carlos Alberto Ferreira                   | 1884               | 1948          |
| Carlota de Serpa Pinto                    | 1876               | 1948          |
| Carolina da Assunção Lima                 | 1862               | 1948          |
| Castro e Sola                             | 1875               | 1948          |
| Cottinelli Telmo                          | 1897               | 1948          |
| Edmundo Correia Lopes                     | 1898               | 1948          |
| Eduardo de Noronha                        | 1859               | 1948          |
| Eduardo Duarte Ferreira                   | 1856               | 1948          |
| Eugénio Vieira                            | 1877               | 1948          |
| Fausto Landeiro                           | 1896               | 1948          |
| F. Cruz                                   | 1859               | 1948          |
| F. M. Oliveira Santos                     | 1881               | 1948          |
| Francisco de Mascarenhas Gentil           | 1906               | 1948          |
| Francisco Figueira Ferraz                 | 1860               | 1948          |
| Gaspar Leite                              | 1873               | 1948          |
| Gualdino A. de Brito Vasques              | 1881               | 1948          |
| Gualdino Gomes                            | 1857               | 1948          |
| Isidoro de São Pedro                      | 1875               | 1948          |
| J. da Mata Oliveira                       | 1874               | 1948          |
| João Abel de Freitas                      | 1893               | 1948          |
| João Aires de Azevedo                     | 1877               | 1948          |
| João Ribeiro Cristino da Silva            | 1858               | 1948          |
| João Saraiva                              | 1866               | 1948          |
| José António Simões Raposo                | 1875               | 1948          |
| José de Andrade                           | 1920               | 1948          |
| José Delgado Pires                        | 1945               | 1948          |
| José de Macedo                            | 1876               | 1948          |
| José Duarte Elias                         | 1871               | 1948          |
| José Júlio Rodrigues                      | 1874               | 1948          |
| José Pinto de Macedo                      | 1874               | 1948          |
| Leal da Câmara                            | 1876               | 1948          |
| Luís Barreto da Cruz                      | 1872               | 1948          |
| Luís de Sequeira Oliva Júnior             | 1877               | 1948          |
| M. Alves Correia                          | 1881               | 1948          |
| Manuel Saraiva Vieira                     | 1898               | 1948          |
| Maria Clara Correia Alves                 | 1869               | 1948          |
| Maria Olga de Moraes Sarmento da Silveira | 1881               | 1948          |
| Mário da Silveira Guerra Freire Temudo    | 1885               | 1948          |
| M. P. Guimarães                           | 1868               | 1948          |
| Nunes Claro                               | 1878               | 1948          |
| Olga de Morais Sarmento                   | 1881               | 1948          |
| Pedro Nuncio Bravo                        | 1877               | 1948          |
| Pinto de Abreu                            | 1866               | 1948          |
| Rodolfo Xavier da Silva                   | 1877               | 1948          |
| Rodrigo Rodrigues dos Santos              | 1901               | 1948          |
| Rodrigo Soares                            | 1861               | 1948          |
| Santos Silva                              | 1871               | 1948          |
| Tomás de Barros                           | 1892               | 1948          |
| Vianna da Motta                           | 1868               | 1948          |